# Lex Adickes
Lex Adickes ist der geläufige Name des  preußischen Gesetzes betreffend die Umlegung von Grundstücken in Frankfurt am Main vom 28. Juli 1902. Es ist nach Franz Adickes, dem damaligen Frankfurter Oberbürgermeister, benannt und bildete einen Meilenstein des öffentlichen Baurechtes in Deutschland.

## Geschichte
Nach der Annexion der Freien Stadt Frankfurt durch Preußen 1866 stieg die Bevölkerung der Stadt innerhalb von wenigen Jahrzehnten stark an. Zur Erleichterung der damit verbundenen stadtplanerischen und städtebaulichen Aufgaben brachte Adickes erstmals 1892/93 einen Gesetzentwurf betreffend Stadterweiterungen und Zonenenteignungen ein, der unter gewissen Umständen eine zwangsweise Umlegung von Grundstücken verschiedener Eigentümer sowie eine Zonenenteignung vorsah, um spekulative Grundstücksgeschäfte und einen damit verbundenen Preisanstieg für Bauland zu verhindern und die Erschließung neuer Baugebiete zu beschleunigen.
Der Gesetzentwurf wurde im preußischen Herrenhaus mit Änderungen angenommen, scheiterte aber im Abgeordnetenhaus wegen Bedenken gegen die darin vorgesehenen Enteignungsmöglichkeiten.
Ein neuer Entwurf vom Dezember 1899 konzentrierte sich daher auf die Umlegung und Flurbereinigung. Er wurde am 28. Juli 1902 angenommen.
Das preußische Gesetz betreffend die Umlegung von Grundstücken in Frankfurt am Main wurde 1907 überarbeitet und blieb bis zum Inkrafttreten des Bundesbaugesetzes vom 29. Juni 1960 in Kraft.

## Grundsätze
- Die Umlegung ist aus Gründen des öffentlichen Wohles vorzunehmen
- Sie erfolgt auf Antrag der städtischen Behörden oder von mehr als der Hälfte der betroffenen Eigentümer, wenn diese mehr als die Hälfte der betroffenen Flächen besitzen
- Öffentliche Flächen (Straßen und Plätze) werden vorweg ausgeschieden und der Stadt überwiesen
- Die Restfläche wird in Gestalt geordneter Bauplätze unter die Eigentümer verteilt nach dem Anteil der eingebrachten Flächen
- Die zugewiesenen Bauplätze sollen sich möglichst in derselben Lage wie die zu ersetzenden Grundstücke befinden, Wertminderungen und der Anteil öffentlicher Flächen sind unter Umständen zu ersetzen